# Kyamenahalli, Koratagere
Kyamenahalli là một làng thuộc tehsil Koratagere, huyện Tumkur, bang Karnataka, Ấn Độ.